# Lasianthus polycarpus
Lasianthus polycarpus är en måreväxtart som beskrevs av Friedrich Anton Wilhelm Miquel. Lasianthus polycarpus ingår i släktet Lasianthus och familjen måreväxter. Inga underarter finns listade i Catalogue of Life.